# XDR DRAM

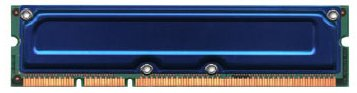
Memoria XDR RAM.

XDR DRAM (eXtreme Data Rate Dynamic Random Access Memory) es una implementación de alto desempeño de las DRAM, el sucesor de las memorias Rambus RDRAM y un competidor oficial de las tecnologías DDR2 SDRAM y GDDR4. XDR fue diseñado para ser efectivo en sistemas pequeños y de alto desempeño que necesiten memorias de alto desempeño así como en GPUs de alto rendimiento.
Esta tecnología elimina la inusual alta latencia que plagaba a su predecesor RDRAM. XDR también se centra en el ancho de banda soportado por sus pines, lo que puede beneficiar considerablemente los costos de control en la producción de PCB; esto se debe a que se necesitarían menos caminos (lanes) para la misma cantidad de ancho de banda. Rambus, posee todos los derechos sobre esta tecnología y actualmente está implementada en la consola de videojuegos PlayStation 3.
Actualmente los módulos XDR soportan una capacidad máxima de 1 GB.